# Llei Bas-Lauriol
La llei Bas-Lauriol o llei 75-1349 de la utilització de la llengua francesa del 31 de desembre de 1975 legisla sobre l'ús del francès obligatori en la retolació pública i la publicitat comercial i prohibeix fer servir els termes o expressions estrangeres.
El nom amb què és coneguda la llei prové del nom dels dos autors de la proposició de la llei Pierre Bas i Marc Lauriol.
La llei Bas-Lauriol es va abolir quan va entrar en vigor la llei Toubon el 4 d'agost de 1994.